# Janeane Garofalo
Janeane Ingrid Garofalo (Newton, Nueva Jersey; 28 de septiembre de 1964) es una comediante en vivo, actriz, artista de voz, activista política y escritora estadounidense. Es coanfitriona del programa radial The Majority Report de Air America Radio. El 20 de agosto de 2007, se anunció su participación en la serie de televisión 24 de FOX Network. Garofalo interpreta a Janice Gold, una agente del FBI que forma parte del equipo investigador de la crisis de la nueva temporada.

## Biografía
De ascendencia italo-irlandesa, es hija de Carmine Garofalo, ejecutivo de Exxon y de Joan Garofalo, que estaba en la secretaría de una industria petroquímica y murió de cáncer cuando Janeane tenía 24 años. Garofalo creció en una familia conservadora católica. Vivió en varios lugares, incluyendo Ontario, California; Madison, Nueva Jersey; y Katy, Texas donde se graduó del James E. Taylor High School. 
Mientras estudiaba historia en el Providence College, Garofalo inició su búsqueda de su talento en la comedia apoyada por un concurso de la red de cable Showtime, ganando el título de “La persona más divertida en Rhode Island”. Su truco original era leer de su mano con poco acierto en las consecuencias. Soñaba con un cupo en el equipo de escritores del show de televisión nocturno de David Letterman. Empezó a hacer monólogos en forma profesional combinándolo con sus estudios universitarios. Pasó algunos años trabajando como mensajera en bicicleta en Boston. Garofalo tiene un tatuaje de Rosie the Riveter.
Garofalo ha dicho que no le gusta la vida en Texas debido al calor, la humedad, y el énfasis que ponen en la belleza y en los deportes en la escuela media. Janeane Garofalo tiene una relación con el escritor y director cómico Robert Cohen. La pareja decidió no casarse ni tener hijos.
Inició su carrera dentro de la comedia en vivo a finales de la década de 1980, y en abril de 2004 fue incluida en la lista de los 100 mejores shows de comedia en vivo elaborada por Comedy Central.
Debutó en televisión en el show de Ben Stiller en FOX en 1992.
En el cine se la recuerda por su protagónico en La verdad sobre perros y gatos, película que no le gustó a Garofalo y que criticó como antifeminista; en 1996 actuó también en The Cable Guy.
En 2007 fue la voz de Colette en la película de Disney y Pixar Ratatouille.

## Filmografía

### Cine
| Año  | Título                                                             | Personaje                               | Notas                  |
| ---- | ------------------------------------------------------------------ | --------------------------------------- | ---------------------- |
| 1991 | Late for Dinner                                                    | Cajera                                  |                        |
| 1992 | That's What Women Want                                             | Jennifer                                | Corto                  |
| 1994 | Reality Bites                                                      | Vickie Miner                            |                        |
| 1994 | Suspicious                                                         | Woman                                   | Corto                  |
| 1995 | Bye Bye Love                                                       | Lucille                                 |                        |
| 1995 | I Shot a Man in Vegas                                              | Gale                                    |                        |
| 1995 | Coldblooded                                                        | Honey                                   |                        |
| 1995 | Now and Then                                                       | Wiladene                                |                        |
| 1996 | The Truth About Cats & Dogs (La verdad sobre perros y gatos [Esp]) | Abbey Barnes                            |                        |
| 1996 | The Cable Guy                                                      | Mesera de tiempos medievales            |                        |
| 1996 | Larger Than Life                                                   | Mo                                      |                        |
| 1997 | Sweethearts                                                        | Jasmine                                 |                        |
| 1997 | Touch                                                              | Kathy Worthington                       |                        |
| 1997 | Romy and Michele's High School Reunion                             | Heather Mooney                          |                        |
| 1997 | The Matchmaker                                                     | Marcy Tizard                            |                        |
| 1997 | Cop Land                                                           | Sheriff Adjunto Cindy Betts             |                        |
| 1998 | Clay Pigeons                                                       | Agente Dale Shelby                      |                        |
| 1998 | Majo no Takkyūbin                                                  |                                         | Voz                    |
| 1998 | Dog Park                                                           | Jeri                                    |                        |
| 1998 | Kiki's Delivery Service                                            | Ursula                                  | Voz                    |
| 1998 | Thick as Thieves                                                   | Anne                                    |                        |
| 1998 | Permanent Midnight                                                 | Jana Farmer                             |                        |
| 1998 | Half Baked                                                         | "I'm Only Creative When I Smoke" Smoker |                        |
| 1998 | The Thin Pink Line                                                 | Joyce Wintergarden-Dingle               |                        |
| 1999 | The Bumblebee Flies Anyway                                         | Dra. Harriman / Handyman                |                        |
| 1999 | Torrance Rises                                                     | Ella misma                              | Corto                  |
| 1999 | Can't Stop Dancing                                                 | Belinda Peck                            |                        |
| 1999 | Mystery Men                                                        | The Bowler / Carol                      |                        |
| 1999 | Dogma                                                              | Liz                                     |                        |
| 1999 | The Independent                                                    | Paloma Fineman                          |                        |
| 1999 | 200 Cigarettes                                                     | Ellie                                   |                        |
| 1999 | The Minus Man                                                      | Ferrin                                  |                        |
| 2000 | Dog Park                                                           | Jeri                                    |                        |
| 2000 | Steal This Movie!                                                  | Anita Hoffman                           |                        |
| 2000 | Titan A.E.                                                         | Stith                                   | Voz                    |
| 2000 | The Adventures of Rocky and Bullwinkle                             | Minnie Mogul                            |                        |
| 2000 | The Cherry Picker                                                  |                                         | Corto                  |
| 2000 | What Planet Are You From?                                          | Mujer nerviosa                          |                        |
| 2001 | Wet Hot American Summer                                            | Beth                                    |                        |
| 2002 | Martin & Orloff                                                    | Peluquera                               |                        |
| 2002 | Big Trouble                                                        | Oficial Monica Romero                   |                        |
| 2003 | Manhood                                                            | Jill                                    |                        |
| 2003 | The Laramie Project                                                | Catherine Connolly                      |                        |
| 2003 | The Search for John Gissing                                        | Linda Barnes                            |                        |
| 2003 | Housekeeping                                                       | Empleado de Hotel                       | Voz. Corto             |
| 2003 | Wonderland                                                         | Joy Miller                              |                        |
| 2003 | Ash Tuesday                                                        | Liz                                     |                        |
| 2003 | Nobody Knows Anything!                                             | Patty                                   |                        |
| 2004 | Jiminy Glick in Lalawood                                           | Dee Dee                                 |                        |
| 2005 | Duane Hopwood                                                      | Linda                                   |                        |
| 2005 | Nadine in Date Land                                                | Nadine Barnes                           | Película de televisión |
| 2005 | Stay                                                               | Dra. Beth Levy                          |                        |
| 2006 | The Wild                                                           | Bridget the Giraffe                     | Voz                    |
| 2007 | Ratatouille                                                        | Colette Tatou                           | Voz                    |
| 2007 | Southland Tales                                                    | General Teena MacArthur                 |                        |
| 2007 | The Ten                                                            | Beth Soden                              |                        |
| 2007 | Then She Found Me                                                  | Ella misma                              |                        |
| 2008 | Girl's Best Friend                                                 |                                         |                        |
| 2008 | The Guitar                                                         | Dra. Murray                             |                        |
| 2009 | Labor Pains                                                        | Claire                                  |                        |
| 2009 | Love Hurts                                                         | Hannah Rosenbloom                       |                        |
| 2012 | General Education                                                  | Gale Collins                            |                        |
| 2012 | Bad Parents                                                        | Kathy                                   |                        |
| 2012 | Mighty Fine                                                        | Older Natalie                           | Voz                    |
| 2013 | Satan, Hold My Hand                                                | Sheryl                                  | Corto                  |
| 2014 | A Little Game                                                      | Sarah Kuftinec                          |                        |
| 2014 | Free the Nipple                                                    | Anouk                                   |                        |
| 2015 | 3rd Street Blackout                                                | June Sherman                            |                        |
| 2016 | Little Boxes                                                       | Helena                                  |                        |
| 2016 | The American Side                                                  | Agente Barry                            |                        |
| 2016 | The Happys                                                         | Luann                                   |                        |
| 2017 | Sandy Wexler                                                       | Ella misma                              |                        |
| 2017 | Speech & Debate                                                    | Marie                                   |                        |
| 2017 | Submission                                                         | Magda Moynahan                          |                        |
| 2018 | A Bread Factory                                                    | Jordan                                  |                        |
| 2018 | Hurricane Bianca: From Russia with Hate                            | Magda                                   |                        |
| 2019 | Come As You Are                                                    | Liz                                     |                        |
| 2019 | Mercy Black                                                        | Dra. Ward                               |                        |
| 2020 | Asking For It                                                      | Cheryl                                  |                        |
| 2021 | The God Committee                                                  | Dra. Valerie Gilroy                     | Posproducción          |
| 2021 | Flora and Ulysses                                                  | Marissa                                 |                        |
| 2021 | PAW Patrol: The Movie                                              | Alcaldesa Goodway                       | Voz                    |
| 2022 | The Apology                                                        | Gretchen Sullivan                       |                        |

### Cortometrajes

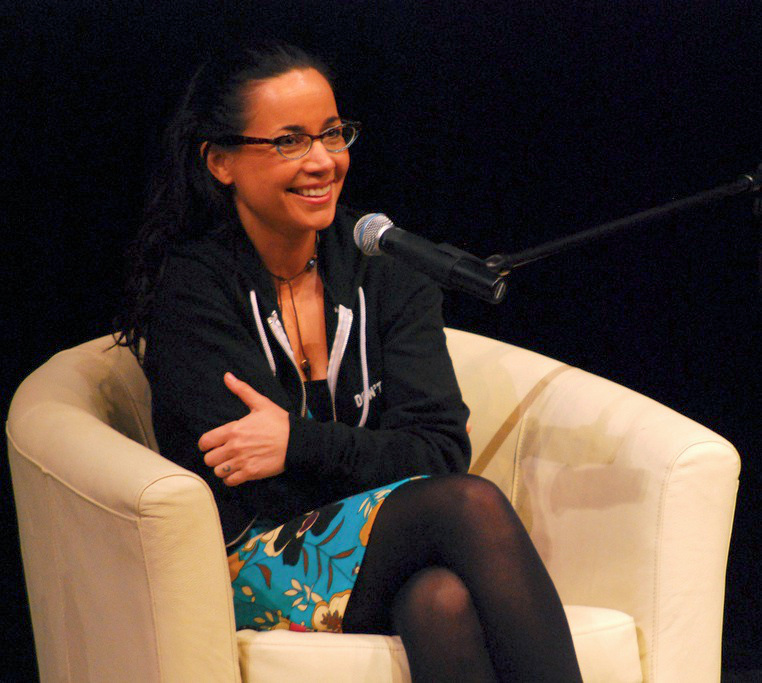
Janeane Garofalo en Bumbershoot, 2008.

- Housekeeping (2001)
- Junebug and Hurricane (2004)

### Documentales
| Año  | Título                                               | Notas |
| ---- | ---------------------------------------------------- | ----- |
| 1999 | New York: A Documentary Film                         |       |
| 2003 | Outlaw Comic: The Censoring of Bill Hicks            |       |
| 2003 | Dangerous Living: Coming Out In The Developing World |       |
| 2003 | Gigantic (A Tale of Two Johns)                       |       |
| 2005 | Left of the Dial                                     | HBO   |
| 2010 | I Am Comic                                           |       |
| 2015 | Misery Loves Comedy                                  |       |
| 2016 | Sticky: A (Self) Love Story                          |       |
| 2020 | Too Soon: Comedy After 9/11                          |       |

### Televisión
| Año        | Título                                             | Personaje                                               | Notas                                                              |
| ---------- | -------------------------------------------------- | ------------------------------------------------------- | ------------------------------------------------------------------ |
| 1992–1993  | The Ben Stiller Show                               | Varios                                                  | Fox. 13 episodios                                                  |
| 1992–1997  | The Larry Sanders Show                             | Paula                                                   | HBO. 47 episodios                                                  |
| 1993       | Tales of the City                                  | Coppola Woman                                           | Miniserie                                                          |
| 1994       | The Adventures of Pete & Pete                      | Señorita Brackett                                       | Episodio: "X=WHY?"                                                 |
| 1994–1995  | Saturday Night Live                                | Varios                                                  | NBC.14 episodios                                                   |
| 1995       | Duckman                                            | Moonbeam                                                | Voz. Episodio: "The Germ Turns"                                    |
| 1995       | NewsRadio                                          | Nancy                                                   | NBC. Episodio: "Sweeps Week"                                       |
| 1995       | Mr. Show with Bob and David                        | Esposa                                                  | Episodio: "What to Think"                                          |
| 1995       | The State                                          | Ella misma                                              | Especial de Halloween                                              |
| 1995       | TV Nation                                          | Corresponsal                                            |                                                                    |
| 1995       | HBO Comedy Half-Hour                               | Ella misma                                              | Especial para levantarse                                           |
| 1996       | Dr. Katz, Professional Therapist                   | Janeane                                                 | Voz. Episodio: "Drinky the Drunk Guy"                              |
| 1996       | Ellen                                              | Chloe Korban                                            | ABC. Episodio: "Two Mammograms and a Wedding"                      |
| 1996       | Space Ghost Coast to Coast                         | Ella misma                                              | Cartoon Network. Episodio: "Late Show"                             |
| 1996       | Seinfeld                                           | Jeannie Steinman                                        | NBC. 2 Episodios                                                   |
| 1996       | 1996 MTV Movie Awards                              | Coanfitriona                                            | Con Ben Stiller                                                    |
| 1997       | Home Improvement                                   | Tina                                                    | Episodio: "A Funny Valentine"                                      |
| 1997       | HBO Comedy Hour                                    | Ella misma                                              | Especial para levantarse                                           |
| 1997       | Law & Order (La ley y el orden [Esp])              | Greta Heiss                                             | NBC. 2 episodios                                                   |
| 1997       | The Chris Rock Show                                | Girlfriend                                              | HBO. Voz. Episodio: "#2.12"                                        |
| 1998       | Felicity                                           | Sally Reardon                                           | Voz. 14 episodios                                                  |
| 1998, 2011 | The Simpsons (Los Simpson [Esp])                   | Ella misma                                              | Voz. 2 episodios                                                   |
| 1999       | Mad About You                                      | Mabel Buchman                                           | NBC. Episodio: "The Final Frontier"                                |
| 2000       | The Sopranos (Los Soprano [Esp])                   | Ella misma                                              | HBO. Episodio: "D-Girl"                                            |
| 2000       | Strangers with Candy                               | Cassie Pines                                            | 2 episodios                                                        |
| 2000       | Ed                                                 | Liz Stevens                                             | Episodio: "Pilot"                                                  |
| 2003       | King of the Hill                                   | Sheila                                                  | Fox. Voz. Episodio: "Night and Deity"                              |
| 2004       | The King of Queens                                 | Trish                                                   | CBS. Episode: "Cheap Saks"                                         |
| 2004       | Aqua Teen Hunger Force                             | Donna                                                   | Voz. Episodio: "Hypno-Germ"                                        |
| 2004       | Tanner on Tanner                                   | Ella misma                                              | Sundance Channel. 2 Episodios                                      |
| 2005       | Stella                                             | Jane Burroughs                                          | Episodio: "Novel"                                                  |
| 2005–2006  | The West Wing                                      | Louise Thornton                                         | NBC. 15 episodios                                                  |
| 2006       | Freak Show                                         | The Bearded Clam                                        | Voz. 7 episodios                                                   |
| 2006       | Tom Goes to the Mayor                              | Ella misma                                              | Voz. Episodio: "Couple's Therapy"                                  |
| 2007       | Two and a Half Men (Dos hombres y medio [Esp])     | Sharon                                                  | Episodio: "Media Room Slash Dungeon"                               |
| 2008       | Girl's Best Friend                                 | Mary                                                    | Película de televisión                                             |
| 2008       | Wainy Days                                         | Mama de David                                           | Episodio: "Angel"                                                  |
| 2009       | Greek                                              | Profesor Freeman                                        | Episodio: "Endangered Species"                                     |
| 2009       | 24                                                 | Janis Gold                                              | 21 episodios                                                       |
| 2009       | Head Case                                          | Ella misma                                              | Episodio: "The Wedding Ringer"                                     |
| 2010       | The Increasingly Poor Decisions of Todd Margaret   | Jefe de Brent                                           | Episodio: "Where Todd and Brent Misjudge the Mood of a Solemn Day" |
| 2010–2011  | Ideal                                              | Tilly                                                   | 13 episodios                                                       |
| 2011       | Criminal Minds: Suspect Behavior                   | Beth Griffith                                           | 13 episodios                                                       |
| 2012       | Metalocalypse                                      | Abigail Remeltindrinc                                   | Voz. 5 episodios                                                   |
| 2012       | Ugly Americans                                     |                                                         | Voz. Episodio: "The Dork Knight"                                   |
| 2012–2013  | Delocated                                          | Susan Shapiro                                           | 9 episodios                                                        |
| 2014       | Inside Amy Schumer                                 | Sharon Overwood                                         | Episodio: "Slow Your Roll"                                         |
| 2014–2015  | Girlfriends' Guide to Divorce                      | Lyla                                                    | 7 episodios                                                        |
| 2014–2015  | Broad City                                         | Monica                                                  | 2 episodios                                                        |
| 2015       | Wet Hot American Summer: First Day of Camp         | Beth                                                    | 7 episodios                                                        |
| 2015       | The Jim Gaffigan Show                              | Eve                                                     | 3 episodios                                                        |
| 2016       | Nightcap                                           | Janeane Garofalo                                        | Episodio: "The Horny Host"                                         |
| 2017       | Michael Bolton's Big, Sexy Valentine's Day Special | Ella misma                                              | Especial de variedad                                               |
| 2017       | Gap Year                                           | Sam                                                     | 2 episodios                                                        |
| 2017       | Wet Hot American Summer: Ten Years Later           | Beth                                                    | 7 episodios                                                        |
| 2018       | Baroness von Sketch Show                           | Ella misma / Pay Equity / Asistente a reunión / Abogada | Episodio: "Sex and Things and Whispers"                            |
| 2018       | The Shivering Truth                                |                                                         | Voz. Personaje principal                                           |
| 2019       | Stumptown                                          | Janet Withers                                           | Episodio: "Bad Alibis"                                             |
| 2021       | Younger                                            | Cass DeKennessy                                         | Episodio: "The Last Unicorn"                                       |

- The Henry Rollins Show
- Outlaw Comic: The Censoring of Bill Hicks (2003)
- TV Nation, NBC, Fox
- Tales of the City, BBC/PBS (Coppola Woman)
- Small Doses, Comedy Central
- Late Night with Conan O'Brien
- Now with Bill Moyers, PBS
- The Daily Show
- Janeane Garofalo, HBO (1997) (hour-long standup special)
- The Late Late Show with Craig Ferguson
- Shorties Watching Shorties, Comedy Central
- The Tonight Show with Jay Leno, NBC
- Primetime Glick, Comedy Central
- The Belzer Connection, SciFi Channel
- The Minnesota Half-Hour Smile Hour
- Pilot Season
- Stella, Comedy Central
- Hannity & Colmes, Fox News
- Real Time with Bill Maher, HBO
- Comic Remix
- Jimmy Kimmel Live, ABC
- The Rosie O'Donnell Show
- Dennis Miller Live
- Dinner for Five, IFC
- Mr. Show with Bob and David: Fantastic Newness, HBO (1996)
- In the Life, PBS (2005)
- The Adventures of Pete and Pete, Nickelodeon

### Vídeos musicales
| Año  | Título     | Intérprete     |
| ---- | ---------- | -------------- |
| 1996 | Angel Mine | Cowboy Junkies |

### Como escritora

#### Libros
- Feel This Book: An Essential Guide to Self-Empowerment, Spiritual Supremacy, and Sexual Satisfaction (Siente este libro: guía esencial al autoempoderamiento, la supremacía espiritual y la satisfacción sexual) ISBN 0-694-52146-9 (con Ben Stiller)